# Летучие лисицы
Лету́чие лиси́цы (лат. Pteropus) — род рукокрылых семейства крыланов. Летучие лисицы являются самыми большими представителями рукокрылых. Всего насчитывается по меньшей мере 60 сохранившихся видов летучих лисиц. Они живут в тропиках и субтропиках Южной и Юго-Восточной Азии, Новой Гвинее, Океании, Австралии и на Мадагаскаре.
Крупной величины, длиной до 70 см, размах крыльев до 1,5 м (яванский калонг), хвост маленький. Морда заострённая, уши небольшие, в целом голова напоминает собачью или лисью.
Летучие лисицы питаются соком и мякотью плодов и цветками, что объясняет их ограниченное распространение в тропиках. Они не обладают эхолокацией, которая помогает другим рукокрылым, таким как летучие мыши, обнаруживать и захватывать добычу. Вместо этого у них хорошо развиты зрение и обоняние. Когда летающая лисица находит пищу, она «врезается» в листву и захватывает её. Закрепившись и повиснув на ветке, лиса притягивает пищу ко рту одной из своих задних ног или когтистыми пальцами на своих крыльях.

## Виды
Названия приведены в соответствии с энциклопедией
- Адмиралтейская летучая лисица (Pteropus admiralitatum)
- Альдабрская летучая лисица (Pteropus aldabrensis)
- Бавеанская летучая лисица (Pteropus alecto)
- Новогебридская летучая лисица (Pteropus anetianus)
- Серебристая летучая лисица (Pteropus argentatus)
- Сулавесская летучая лисица (Pteropus arquatus)
- Pteropus aruensis
- Балутская летучая лисица (Pteropus balutus)
- † Сумеречная летучая лисица (Pteropus brunneus)
- Седая летучая лисица (Pteropus caniceps)
- Молуккская летучая лисица (Pteropus chrysoproctus)
- Очковая летучая лисица (Pteropus conspicillatus)
- Рюкюйская летучая лисица (Pteropus dasymallus)
- Никобарская летучая лисица (Pteropus faunulus)
- Летучая лисица с островов Банкс (Pteropus fundatus)
- Индийская летучая лисица (Pteropus giganteus)
- Летучая лисица Жиллиарда (Pteropus gilliardorum)
- Серая летучая лисица (Pteropus griseus)
- Онтонгяванская летучая лисица (Pteropus howensis)
- Островная летучая лисица (Pteropus insularis)
- Малая летучая лисица (Pteropus hypomelanus)
- Pteropus keyensis
- Коморская летучая лисица (Pteropus livingstonii)
- Ломбокская летучая лисица (Pteropus lombocensis)
- Летучая лисица Лиля (Pteropus lylei)
- Летучая лисица Ару (Pteropus macrotis)
- Махаганская летучая лисица (Pteropus mahaganus)
- Марианская летучая лисица (Pteropus mariannus)
- Летучая лисица Мирнса (Pteropus mearnsi)
- Чернобородая летучая лисица (Pteropus melanopogon)
- Никобарская летучая лисица (Pteropus melanotus)
- Каролинская летучая лисица (Pteropus molossinus)
- Бисмаркская летучая лисица (Pteropus neohibernicus)
- Маврикийская летучая лисица (Pteropus niger)
- Летучая лисица Санборна (Pteropus nitendiensis)
- Церамская летучая лисица (Pteropus ocularis)
- Новокаледонская летучая лисица (Pteropus ornatus)
- Масковая летучая лисица (Pteropus personatus)
- Мортлокская летучая лисица (Pteropus phaeocephalus)
- † Палауская летучая лисица (Pteropus pilosus)
- Япенская летучая лисица (Pteropus pohlei)
- Сероголовая летучая лисица (Pteropus poliocephalus)
- Бонинская летучая лисица (Pteropus pselaphon)
- Карликовая летучая лисица (Pteropus pumilus)
- Летучая лисица Райнера (Pteropus rayneri)
- Родригесская летучая лисица (Pteropus rodricensis)
- Рыжая летучая лисица (Pteropus rufus)
- Самоанская летучая лисица (Pteropus samoensis)
- Сантакрусская летучая лисица (Pteropus sanctacrucis)
- Австралийская летучая лисица (Pteropus scapulatus)
- Сейшельская летучая лисица (Pteropus seychellensis)
- Филиппинская летучая лисица (Pteropus speciosus)
- † Черноватая летучая лисица (Pteropus subniger)
- Летучая лисица Темминка (Pteropus temmincki)
- † Гуамская летучая лисица (Pteropus tokudae)
- Тонганская летучая лисица (Pteropus tonganus)
- Ваникорская летучая лисица (Pteropus tuberculatus)
- Гигантская летучая лисица (Pteropus vampyrus)
- Новокаледонская летучая лисица (Pteropus vetulus)
- Пембская летучая лисица (Pteropus voeltzkowi)
- Летучая лисица Вудфорда (Pteropus woodfordi)